# 江修仪
江修仪（?—?），中国南北朝南朝宋文帝刘义隆的妃嫔，被封为修仪。《南史》作修容。
江修仪在南朝宋元嘉十六年（439年），生刘义隆第十子刘浑。孝建二年（455年），时任雍州刺史的刘浑自称“楚王”，甚至建年号“永光”，宋孝武帝又派人令刘浑自杀，留在襄阳就地下葬。大明四年（460年），孝武帝让刘浑迁葬到生母江太妃的墓旁。